# Neadenocoris glabrus
Neadenocoris glabrus är en insektsart som beskrevs av Robert L. Usinger och Ryuichi Matsuda 1959. Neadenocoris glabrus ingår i släktet Neadenocoris och familjen barkskinnbaggar. Inga underarter finns listade i Catalogue of Life.